# Maillas
Maillas is een gemeente in het Franse departement Landes (regio Nouvelle-Aquitaine) en telt 119 inwoners (2009). De plaats maakt deel uit van het arrondissement Mont-de-Marsan.

## Geografie
De oppervlakte van Maillas bedraagt 61,0 km², de bevolkingsdichtheid is dus 1,9 inwoners per km².
De onderstaande kaart toont de ligging van Maillas met de belangrijkste infrastructuur en aangrenzende gemeenten.

## Demografie
Onderstaande figuur toont het verloop van het inwonertal (bron: INSEE-tellingen).